# 美女で野獣
『美女で野獣』（びじょでやじゅう）は、イダタツヒコによる日本の漫画作品。2001年に『月刊サンデージェネックス』（小学館）に読切り作品として数回掲載され、2002年4月号から2006年3月号まで連載された。巻数は全8巻。父親が作った借金を返済するためにキャットファイトに参加することになった女子高生・一茜（いちもんじ　あかね）の奮闘を描いたアクションコメディである。作者のイダ曰く、本作品は「ウソ格闘技漫画」だという。
本作品の終了後に同誌で連載された『星屑番外地』に茜の娘である一みなもが登場し、『桃源郷へようこそ!』（作画：水谷麻志）では、準主役の三荊浅葱が本作品に登場する古武術「鬼首流（おにこべりゅう）」の使い手であるなど、世界観の繋がりがある。

## あらすじ
女子高生・一茜は、最強といわれる古流武術「鬼首流」の伝承者。
先代である父・源一郎が作った莫大な借金を返済するためにヤクザの娘である同級生・克美の主催するキャットファイトに出場する羽目になる。最初は抵抗を感じる茜だったが、チャンピオンのリリカら強敵と戦ううちに、いつしかキャットファイトの虜になっていく。

## 登場人物

### 主要人物
一 茜（いちもんじ あかね）
主人公。古流武術「鬼首流」の伝承者である17歳。父親が作った莫大な借金を返済するため、身を粉にして働く勤労少女。短いおかっぱ頭が特徴。
前向きでひたむきな性格だが、上記の理由や、克美が思いつく企画に参加させられたりなど様々な困難や苦難のもと苦労が絶えない。
最終巻で空と結ばれ、エピローグで娘・みなもを授かる。
中島 克美（なかじま かつみ）
茜の同級生でヤクザの娘。眼鏡をかけており、関西弁を話す。猫跨キャットファイトクラブ興行者。
父の借金を抱える茜をキャットファイトに誘う。
毒島 リリカ（ぶすじま リリカ）
茜の同級生。無敗を誇るキャットファイトの現・チャンピオン。
強敵との戦いを楽しみ、特に茜には友情やライバルの感情を越えた愛があり、彼女に手を出す者に嫉妬を覚える。本人曰くバイ。
周 愛玲（チョウ アイリーン）
源一郎の親友の娘。中国拳法の使い手。茜と源一郎の暮らすアパートに居候する。
本来の一人称は「オレ」のようだが、初登場時や父の前では「私」だった。
摩利 蜜姫（まり みつき）
鬼首流に対抗するため生まれた流派「八津墓流（やつはかりゅう）」の使い手。右目は義眼。
零堂 空（れいどう うつほ）
鬼首流の番外・零堂家最後の生き残り。気まぐれだが本気を出すと非常に強い。
零堂の強すぎる邪気を持つゆえに、それを発散させるために鬼首流派の者たちを襲っていた。
一人称は「私」で、小柄な体型。女の子の服装を好むが男。最終巻で茜と結婚する。

### 猫跨キャットファイトクラブ
真田 マコト（さなだ マコト）
高校3年生。得意分野は総合格闘技。道場破り同然に登場した愛玲に敗れて以来、ライバル意識をもつ。
東雲 メグミ（しののめ メグミ）
高校3年生。キャットファイトの実況とレフェリーを務める。
柊 マヤ（ひいらぎ マヤ）
高校3年生。身長2メートルを越すスーパーモデル。チャンピオンの座を奪ったリリカへのリベンジを目指す。

### 鬼首流
一 源一郎（いちもんじ げんいちろう）
茜の父。鬼首流先代。莫大な借金で道場を失い、酒浸りの日々を送る。
『星屑番外地』では、孫のみなもとともに2人で暮らしているらしい。
九十九 翠（つくも みどり）
鬼首流犬神派の五代目。14歳。広いおでこが特徴。
百井琴美（ももい ことみ）
鬼首流忍術暗鬼の女性。空の姉。

### 八津墓流
十文字 蒼一郎（じゅうもんじ そういちろう）
八津墓流の伝承者。源一郎の借金の肩代わりをしている。茜に求婚する。
十文字 斬蔵（じゅうもんじ ざんぞう）
八津墓流党首で鬼哭館館長。蒼一郎の父。また、女性総合格闘イベント「LADY DOLLS」主催。
一に報いるため零堂の力を欲し、空を狙う。源一郎の幼馴染。
九頭竜 妃呂恵（くずりゅう ひろえ）
九頭竜 麗衣（くずりゅう れい）
鬼首流を裏切り、八津墓に従う。幻術（催眠術）を得意とする姉妹。

### RADY DOLLS
鈴峰 美音（すずみね みおん）
5歳で鬼哭館に入館した大会の優勝者候補。

### 関西キャットファイトクラブ
桃房 ユウキ（ももふさ ユウキ）
キャットファイト関西リーグ総合チャンピオン。スーパーロボットに憧れ、戦いのスタイルもそれに倣ったもの。
裁花 シズカ（たちばな シズカ）
関西キャットファイトクラブの先鋭の1人で、古流武術「折神」の35代目継承者。
桜 不二子（さくら ふじこ）
関西トップの地下キャットファイトクラブ元締めで組長の娘。克美のライバル。初恋の相手は、克美の組の若頭・ケンジ。

### サブキャラクター
ケンジ
克美の父の組の若頭。
克美の母
克美の生みの親で組長の前妻。整形外科チェーンの女社長で自身も整形している。克美が極道の世界に深入りすることを望まない。

## 単行本
- イダタツヒコ 『美女で野獣』小学館〈サンデージェネックスコミックス〉、全8巻
  1. ISBN 4-09-157161-1 （2002年8月20日発行、2002年7月18日発売）
  2. ISBN 4-09-157162-X （2003年3月20日発行、2003年2月19日発売）
  3. ISBN 4-09-157163-8 （2003年9月20日発行、2003年8月8日発売）
  4. ISBN 4-09-157164-6 （2004年2月20日発行、2004年1月19日発売）
  5. ISBN 4-09-157165-4 （2004年7月20日発行、2004年6月18日発売）
  6. ISBN 4-09-157166-2 （2005年2月20日発行、2005年1月19日発売）
  7. ISBN 4-09-157167-0 （2005年12月20日発行、2005年11月18日発売）
  8. ISBN 4-09-157040-2 （2006年5月20日発行、2006年4月19日発売）